# Huangshan
Huangshan (en chino, 黄山; pinyin, Huángshān; literalmente, ‘montes Huang’) es una ciudad-prefectura situada en el sur de la provincia de Anhui en la República Popular China. Es la ciudad situada más al sur de la provincia, muy cerca de la frontera con las provincias de Zhejiang y Jiangxi.
La ciudad está situada alrededor de los Montes Huang, declarados Patrimonio de la Humanidad en 1990 y que han convertido a Huangshan en un destino turístico importante. Huangshan ocupa un área de 9.807 km² y tiene una población aproximada de 1.470.000 habitantes (2006). Está dividida en siete niveles administrativos: tres distritos y cuatro condados.
Se cree que la ciudad fue fundada durante la dinastía Jin bajo el nombre de Xin'an. La dinastía Song le dio el nombre de Huizhou. Fue durante este periodo cuando la ciudad empezó a ganar importancia. Se convirtió en el centro de artesanos y comerciantes que desarrollaron prósperos negocios gracias a la situación estratégica en la que estaba situada la ciudad (en la frontera con dos provincias). Huizhou se convirtió en un importante enclave en las rutas comerciales. Con el paso de los años, la importancia de Huizhou fue decayendo. Muchos de los mercaderes regresaron a sus puntos de origen, dejando sin embargo algunas construcciones en agradecimiento a la ciudad que les dio dinero.

## Administración
La ciudad prefectura de Huangshán se divide en tres distritos y cuatro condados:
- Distrito Tunxi (屯溪区)
- Distrito Huangshan (黄山区)
- Distrito Huizhou (徽州区)
- Condado She (歙县)
- Condado Xiuning (休宁县)
- Condado Yi (黟县)
- Condado Qimen (祁门县)

-Éstos a su vez se dividen en cuarenta y dos poblados, cien aldeas y tres subdistritos.

### Localidades con población en noviembre de 2010
- Huángshān Qū 147,620
- Huīzhōu Qū 95,529
- Qímén Xiàn 157,768
- Shè Xiàn 409,247
- Túnxī Qū 217,637
- Xiūníng Xiàn 250,457
- Yī Xiàn 80,722

## Lugares de interés
- Complejo Tangyue. Se trata de una serie de seis arcos construidos durante las dinastías Ming y Qing. Cada uno de estos arcos representa una virtud, como la lealtad, el amor filial, la castidad femenina y la caridad. El complejo incluye también dos salas, una para hombres y otra para mujeres, situadas a ambos lados de los arcos.
- La Calle Tunxi está situada en la zona antigua de la ciudad y tiene una longitud total de 1,5 km. Fue construida durante la dinastía Song y aún conserva numerosos edificios de ese periodo. Se pueden ver también edificios de los periodos Ming y Qing.
- El jardín de los Bao perteneció a la familia Bao durante las dinastías Ming y Qing. Posee una de las colecciones de bonsáis más importantes del país.

## Personas notables
- Zhang Rongqiao (nacido en 1966), físico e ingeniero aeroespacial, fue el diseñador jefe de Tianwen-1, la misión espacial china a Marte
- Gloria Ai (nacida en 1987), presentadora de televisión y escritora.